# Collegio elettorale di Vercelli (Senato della Repubblica)
Il collegio di Vercelli fu un collegio elettorale uninominale della Repubblica Italiana appartenente alla Circoscrizione Piemonte; fu utilizzato per eleggere un senatore della Repubblica dalla I alla XIV legislatura, sebbene con estensioni diverse e sistemi elettorali diversi.

## Storia
Il collegio venne creato nel 1948 secondo la legge n. 29 del 6 febbraio 1948 la quale, pur basandosi sull'impianto proporzionale in vigore per la Camera, rispetto a quest'ultima conteneva alcuni piccoli correttivi in senso maggioritario. Tale legge ebbe il suo definitivo perfezionamento col Testo Unico n°361 del 1957. Differentemente dalla Camera, la legge elettorale del Senato si articolava su base regionale, seguendo il dettato costituzionale (art.57). Ogni Regione era suddivisa in tanti collegi uninominali quanti erano i seggi ad essa assegnati. All'interno di ciascun collegio, veniva eletto il candidato che avesse raggiunto il quorum del 65% delle preferenze: tale soglia, oggettivamente di difficilissimo conseguimento, tradiva l'impianto proporzionale su cui era concepito anche il sistema elettorale della Camera Alta. Qualora, come normalmente avveniva, nessun candidato avesse conseguito l'elezione, i voti di tutti i candidati venivano raggruppati in liste di partito a livello regionale, dove i seggi venivano allocati utilizzando il metodo D'Hondt delle maggiori medie statistiche e quindi, all'interno di ciascuna lista, venivano dichiarati eletti i candidati con le migliori percentuali di preferenza.
Nel 1993, con la cosiddetta Legge Mattarella (Legge n. 276, Norme per l'elezione del Senato della Repubblica), attuata in seguito al referendum abrogativo del 1993, venne istituito per la Camera dei deputati e per il Senato della Repubblica un sistema di elezione misto, in parte maggioritario e in parte proporzionale. Il 75% dei parlamentari dell'assemblea veniva eletto in collegi uninominali tramite sistema maggioritario a turno unico; il restante 25% al Senato veniva eletto tramite recupero proporzionale dei più votati non eletti attraverso un meccanismo di calcolo denominato "scorporo", cioè sottraendo dal conteggio dei voti totali di una lista nella parte proporzionale i voti ottenuti dai candidati collegati alla medesima lista che erano eletti nei collegi uninominali con il sistema maggioritario.
Il collegio venne abolito insieme a tutti gli altri che costituivano il Senato con la promulgazione della legge elettorale successiva, la cosiddetta Legge Calderoli. Questa prevedeva un sistema proporzionale con premio di maggioranza, che al Senato veniva attribuito a livello regionale.

## 1948-1993

### Territorio
Il collegio di Vercelli era uno dei 17 collegi uninominali in cui era suddiviso il Piemonte; comprendeva i seguenti comuni: Alagna Valsesia, Albano Vercellese, Alice Castello, Arborio, Asigliano Vercellese, Balmuccia, Balocco, Bianzè, Boccioleto, Borgo Vercelli, Borgo d'Ale, Borgosesia, Breia, Buronzo, Campertogno, Carcoforo, Caresana, Caresanablot, Carisio, Casanova Elvo, Cascine San Giacomo, Cellio, Cervatto, Cigliano, Civiasco, Collobiano, Costanzana, Cravagliana, Crescentino, Crova, Desana, Fobello, Fontanetto Po, Formigliana, Gattinara, Ghislarengo, Gifflenga, Greggio, Lamporo, Lenta, Lignana, Livorno Ferraris, Lozzolo, Mollia, Moncrivello, Motta de' Conti, Olcenengo, Palazzolo Vercellese, Pertengo, Pezzana, Pila, Piode, Prarolo, Quarona, Quinto Vercellese, Rassa, Rima San Giuseppe, Rimasco, Rimella, Riva Valdobbia, Rive, Roasio, Ronsecco, Rossa, Rovasenda, Sabbia, Salasco, Sali Vercellese, Saluggia, San Germano Vercellese, Santhià, Scopa, Scopello, Stroppiana, Tricerro, Trino, Tronzano Vercellese, Valduggia, Varallo, Vercelli, Villa del Bosco, Villarboit, Villata e Vocca.

### Dati elettorali

#### I legislatura
|                                                                                | Giovanni Gallo          | Democrazia Cristiana        | 53 426  | 45,18 |  |  |  |  |  |
|                                                                                | Carlo Cerruti ✔️ Eletto | Fronte Democratico Popolare | 50 099  | 42,36 |  |  |  |  |  |
|                                                                                | Giovanni Cantono Ceva   | Blocco Nazionale            | 14 733  | 12,46 |  |  |  |  |  |
| Totale                                                                         | Totale                  | Totale                      | 118 258 | 100   |  |  |  |  |  |
|                                                                                |                         |                             |         |       |  |  |  |  |  |
| Voti non validi                                                                | Voti non validi         | Voti non validi             | 7 618   | 6,05  |  |  |  |  |  |
| Votanti                                                                        | Votanti                 | Votanti                     | 125 876 | 95,79 |  |  |  |  |  |
| Elettori                                                                       | Elettori                | Elettori                    | 131 412 |       |  |  |  |  |  |
|                                                                                |                         |                             |         |       |  |  |  |  |  |
| Nota: quorum del 65% non raggiunto; ripartizione dei seggi a livello regionale |                         |                             |         |       |  |  |  |  |  |
| Data: 18 aprile 1948                                                           |                         |                             |         |       |  |  |  |  |  |
| Fonte: Ministero dell'interno                                                  |                         |                             |         |       |  |  |  |  |  |

#### II legislatura
|                                                                                | Luigi Caron ✔️ Eletto | Democrazia Cristiana                    | 48 264  | 40,13 |  |  |  |  |  |
|                                                                                | Francesco Leone       | Partito Comunista Italiano              | 31 469  | 26,16 |  |  |  |  |  |
|                                                                                | Giovanni Sampietro    | Partito Socialista Italiano             | 19 762  | 16,43 |  |  |  |  |  |
|                                                                                | Giovanni Savoia       | Partito Socialista Democratico Italiano | 6 410   | 5,33  |  |  |  |  |  |
|                                                                                | Giovanni Cantono Ceva | Partito Nazionale Monarchico            | 5 878   | 4,89  |  |  |  |  |  |
|                                                                                | Luigi Mandosio        | Partito Liberale Italiano               | 4 987   | 4,15  |  |  |  |  |  |
|                                                                                | Adolfo Resio          | Movimento Sociale Italiano              | 2 629   | 2,19  |  |  |  |  |  |
|                                                                                | Giuseppe Bonfantini   | Unità Popolare                          | 880     | 0,73  |  |  |  |  |  |
| Totale                                                                         | Totale                | Totale                                  | 120 279 | 100   |  |  |  |  |  |
|                                                                                |                       |                                         |         |       |  |  |  |  |  |
| Voti non validi                                                                | Voti non validi       | Voti non validi                         | 7 163   | 5,62  |  |  |  |  |  |
| Votanti                                                                        | Votanti               | Votanti                                 | 127 442 | 95,36 |  |  |  |  |  |
| Elettori                                                                       | Elettori              | Elettori                                | 133 644 |       |  |  |  |  |  |
|                                                                                |                       |                                         |         |       |  |  |  |  |  |
| Nota: quorum del 65% non raggiunto; ripartizione dei seggi a livello regionale |                       |                                         |         |       |  |  |  |  |  |
| Data: 7 giugno 1953                                                            |                       |                                         |         |       |  |  |  |  |  |
| Fonte: Ministero dell'interno                                                  |                       |                                         |         |       |  |  |  |  |  |

#### III legislatura
|                                                                                | Ermenegildo Bertola          | Democrazia Cristiana                       | 47 659  | 38,32 |  |  |  |  |  |
|                                                                                | Domenico Marchisio ✔️ Eletto | Partito Comunista Italiano                 | 32 084  | 25,80 |  |  |  |  |  |
|                                                                                | Eldo Broggi                  | Partito Socialista Italiano                | 19 669  | 15,82 |  |  |  |  |  |
|                                                                                | Giacomo Ferraris             | Partito Liberale Italiano                  | 6 893   | 5,54  |  |  |  |  |  |
|                                                                                | Pierino Bausardo             | Partito Socialista Democratico Italiano    | 5 860   | 4,71  |  |  |  |  |  |
|                                                                                | Eusebio Saviolo              | Partito Nazionale Monarchico               | 3 952   | 3,18  |  |  |  |  |  |
|                                                                                | Oscar Ronza                  | Movimento Sociale Italiano                 | 3 113   | 2,50  |  |  |  |  |  |
|                                                                                | Andrea Busto                 | Movimento Autonomista Regionale Piemontese | 2 307   | 1,86  |  |  |  |  |  |
|                                                                                | Pasquale Rigazio             | Movimento Comunità                         | 1 952   | 1,57  |  |  |  |  |  |
|                                                                                | Carlo Thaon di Revel         | Partito Monarchico Popolare                | 872     | 0,70  |  |  |  |  |  |
| Totale                                                                         | Totale                       | Totale                                     | 124 361 | 100   |  |  |  |  |  |
|                                                                                |                              |                                            |         |       |  |  |  |  |  |
| Voti non validi                                                                | Voti non validi              | Voti non validi                            | 7 192   | 5,47  |  |  |  |  |  |
| Votanti                                                                        | Votanti                      | Votanti                                    | 131 553 | 95,59 |  |  |  |  |  |
| Elettori                                                                       | Elettori                     | Elettori                                   | 137 628 |       |  |  |  |  |  |
|                                                                                |                              |                                            |         |       |  |  |  |  |  |
| Nota: quorum del 65% non raggiunto; ripartizione dei seggi a livello regionale |                              |                                            |         |       |  |  |  |  |  |
| Data: 25 maggio 1958                                                           |                              |                                            |         |       |  |  |  |  |  |
| Fonte: Ministero dell'interno                                                  |                              |                                            |         |       |  |  |  |  |  |

#### IV legislatura
|                                                                                | Ermenegildo Bertola          | Democrazia Cristiana                    | 43 709  | 35,69 |  |  |  |  |  |
|                                                                                | Domenico Marchisio ✔️ Eletto | Partito Comunista Italiano              | 38 030  | 31,05 |  |  |  |  |  |
|                                                                                | A. Mandrino                  | Partito Socialista Italiano             | 15 657  | 12,78 |  |  |  |  |  |
|                                                                                | G. Ferraris                  | Partito Liberale Italiano               | 14 068  | 11,49 |  |  |  |  |  |
|                                                                                | L. Giusti                    | Partito Socialista Democratico Italiano | 7 160   | 5,85  |  |  |  |  |  |
|                                                                                | Eusebio Saviolo              | Movimento Sociale Italiano              | 3 858   | 3,15  |  |  |  |  |  |
| Totale                                                                         | Totale                       | Totale                                  | 122 482 | 100   |  |  |  |  |  |
|                                                                                |                              |                                         |         |       |  |  |  |  |  |
| Voti non validi                                                                | Voti non validi              | Voti non validi                         | 9 151   | 6,95  |  |  |  |  |  |
| Votanti                                                                        | Votanti                      | Votanti                                 | 131 633 | 95,40 |  |  |  |  |  |
| Elettori                                                                       | Elettori                     | Elettori                                | 137 978 |       |  |  |  |  |  |
|                                                                                |                              |                                         |         |       |  |  |  |  |  |
| Nota: quorum del 65% non raggiunto; ripartizione dei seggi a livello regionale |                              |                                         |         |       |  |  |  |  |  |
| Data: 28 aprile 1963                                                           |                              |                                         |         |       |  |  |  |  |  |
| Fonte: Ministero dell'interno                                                  |                              |                                         |         |       |  |  |  |  |  |

#### V legislatura
|                                                                                | Ermenegildo Bertola ✔️ Eletto | Democrazia Cristiana          | 47 123  | 39,00 |  |  |  |  |  |
|                                                                                | F. Moranino ✔️ Eletto         | PCI - PSIUP                   | 38 446  | 31,82 |  |  |  |  |  |
|                                                                                | P. Bausardo                   | PSI-PSDI Unificati            | 17 597  | 14,56 |  |  |  |  |  |
|                                                                                | G. Franchino                  | Partito Liberale Italiano     | 11 789  | 9,76  |  |  |  |  |  |
|                                                                                | E. Saviolo                    | Movimento Sociale Italiano    | 2 869   | 2,37  |  |  |  |  |  |
|                                                                                | P. Bobba                      | Socialdemocrazia              | 1 810   | 1,50  |  |  |  |  |  |
|                                                                                | H. De Benedetti               | Partito Repubblicano Italiano | 1 195   | 0,99  |  |  |  |  |  |
| Totale                                                                         | Totale                        | Totale                        | 120 829 | 100   |  |  |  |  |  |
|                                                                                |                               |                               |         |       |  |  |  |  |  |
| Voti non validi                                                                | Voti non validi               | Voti non validi               | 10 691  | 8,13  |  |  |  |  |  |
| Votanti                                                                        | Votanti                       | Votanti                       | 131 520 | 95,37 |  |  |  |  |  |
| Elettori                                                                       | Elettori                      | Elettori                      | 137 910 |       |  |  |  |  |  |
|                                                                                |                               |                               |         |       |  |  |  |  |  |
| Nota: quorum del 65% non raggiunto; ripartizione dei seggi a livello regionale |                               |                               |         |       |  |  |  |  |  |
| Data: 19 maggio 1968                                                           |                               |                               |         |       |  |  |  |  |  |
| Fonte: Ministero dell'interno                                                  |                               |                               |         |       |  |  |  |  |  |

#### VI legislatura
|                                                                                | Ermenegildo Bertola ✔️ Eletto | Democrazia Cristiana                    | 45 017  | 36,66 |  |  |  |  |  |
|                                                                                | Pietro Germano ✔️ Eletto      | PCI - PSIUP                             | 39 032  | 31,78 |  |  |  |  |  |
|                                                                                | G. Ponzana                    | Partito Socialista Italiano             | 11 952  | 9,73  |  |  |  |  |  |
|                                                                                | C. Burla                      | Partito Socialista Democratico Italiano | 9 001   | 7,33  |  |  |  |  |  |
|                                                                                | G. Demarchi                   | Partito Liberale Italiano               | 8 230   | 6,70  |  |  |  |  |  |
|                                                                                | M. De Fabianis                | Movimento Sociale Italiano              | 6 963   | 5,67  |  |  |  |  |  |
|                                                                                | A. Bucalossi                  | Partito Repubblicano Italiano           | 2 607   | 2,12  |  |  |  |  |  |
| Totale                                                                         | Totale                        | Totale                                  | 122 802 | 100   |  |  |  |  |  |
|                                                                                |                               |                                         |         |       |  |  |  |  |  |
| Voti non validi                                                                | Voti non validi               | Voti non validi                         | 8 240   | 6,29  |  |  |  |  |  |
| Votanti                                                                        | Votanti                       | Votanti                                 | 131 042 | 95,83 |  |  |  |  |  |
| Elettori                                                                       | Elettori                      | Elettori                                | 136 744 |       |  |  |  |  |  |
|                                                                                |                               |                                         |         |       |  |  |  |  |  |
| Nota: quorum del 65% non raggiunto; ripartizione dei seggi a livello regionale |                               |                                         |         |       |  |  |  |  |  |
| Data: 7 maggio 1972                                                            |                               |                                         |         |       |  |  |  |  |  |
| Fonte: Ministero dell'interno                                                  |                               |                                         |         |       |  |  |  |  |  |

#### VII legislatura
|                                                                                | Irmo Sassone ✔️ Eletto | Partito Comunista Italiano              | 47 173  | 38,11 |  |  |  |  |  |
|                                                                                | Carlo Boggio ✔️ Eletto | Democrazia Cristiana                    | 43 987  | 35,54 |  |  |  |  |  |
|                                                                                | Carlo Cortissone       | Partito Socialista Italiano             | 12 253  | 9,90  |  |  |  |  |  |
|                                                                                | Costantino Burla       | Partito Socialista Democratico Italiano | 6 523   | 5,27  |  |  |  |  |  |
|                                                                                | Angelo Francescone     | Movimento Sociale Italiano              | 5 190   | 4,19  |  |  |  |  |  |
|                                                                                | Carlo Ranghino         | Partito Liberale Italiano               | 4 366   | 3,53  |  |  |  |  |  |
|                                                                                | Luigi Vecco            | Partito Repubblicano Italiano           | 3 114   | 2,52  |  |  |  |  |  |
|                                                                                | Liliana Torelli        | Partito Radicale                        | 1 166   | 0,94  |  |  |  |  |  |
| Totale                                                                         | Totale                 | Totale                                  | 123 772 | 100   |  |  |  |  |  |
|                                                                                |                        |                                         |         |       |  |  |  |  |  |
| Voti non validi                                                                | Voti non validi        | Voti non validi                         | 6 007   | 4,63  |  |  |  |  |  |
| Votanti                                                                        | Votanti                | Votanti                                 | 129 779 | 95,53 |  |  |  |  |  |
| Elettori                                                                       | Elettori               | Elettori                                | 135 850 |       |  |  |  |  |  |
|                                                                                |                        |                                         |         |       |  |  |  |  |  |
| Nota: quorum del 65% non raggiunto; ripartizione dei seggi a livello regionale |                        |                                         |         |       |  |  |  |  |  |
| Data: 20 giugno 1976                                                           |                        |                                         |         |       |  |  |  |  |  |
| Fonte: Ministero dell'interno                                                  |                        |                                         |         |       |  |  |  |  |  |

#### VIII legislatura
|                                                                                | Carlo Boggio ✔️ Eletto | Democrazia Cristiana                         | 43 606  | 36,44 |  |  |  |  |  |
|                                                                                | Irmo Sassone ✔️ Eletto | Partito Comunista Italiano                   | 43 116  | 36,03 |  |  |  |  |  |
|                                                                                | R. Piacco              | Partito Socialista Italiano                  | 11 597  | 9,69  |  |  |  |  |  |
|                                                                                | Carlo Ranghino         | Partito Liberale Italiano                    | 5 760   | 4,81  |  |  |  |  |  |
|                                                                                | R. Ordano              | Partito Socialista Democratico Italiano      | 5 648   | 4,72  |  |  |  |  |  |
|                                                                                | L. Boetti              | Movimento Sociale Italiano                   | 4 352   | 3,64  |  |  |  |  |  |
|                                                                                | D. Colombo             | Partito Repubblicano Italiano                | 3 096   | 2,59  |  |  |  |  |  |
|                                                                                | L. Matteoli            | Partito Radicale                             | 2 013   | 1,68  |  |  |  |  |  |
|                                                                                | D. Ferretti            | Costituente di Destra - Democrazia Nazionale | 479     | 0,40  |  |  |  |  |  |
| Totale                                                                         | Totale                 | Totale                                       | 119 667 | 100   |  |  |  |  |  |
|                                                                                |                        |                                              |         |       |  |  |  |  |  |
| Voti non validi                                                                | Voti non validi        | Voti non validi                              | 8 245   | 6,45  |  |  |  |  |  |
| Votanti                                                                        | Votanti                | Votanti                                      | 127 912 | 94,05 |  |  |  |  |  |
| Elettori                                                                       | Elettori               | Elettori                                     | 135 999 |       |  |  |  |  |  |
|                                                                                |                        |                                              |         |       |  |  |  |  |  |
| Nota: quorum del 65% non raggiunto; ripartizione dei seggi a livello regionale |                        |                                              |         |       |  |  |  |  |  |
| Data: 3 giugno 1979                                                            |                        |                                              |         |       |  |  |  |  |  |
| Fonte: Ministero dell'interno                                                  |                        |                                              |         |       |  |  |  |  |  |

#### IX legislatura
|                                                                                | Ennio Baiardi ✔️ Eletto | Partito Comunista Italiano              | 39 649  | 35,25 |  |  |  |  |  |
|                                                                                | Carlo Boggio ✔️ Eletto  | Democrazia Cristiana                    | 35 100  | 31,20 |  |  |  |  |  |
|                                                                                | Giovanni Ferraris       | Partito Socialista Italiano             | 11 254  | 10,00 |  |  |  |  |  |
|                                                                                | Carlo Ranchino          | Partito Liberale Italiano               | 6 608   | 5,87  |  |  |  |  |  |
|                                                                                | Sergio Piccaglia        | Movimento Sociale Italiano              | 5 750   | 5,11  |  |  |  |  |  |
|                                                                                | Arnaldo Vassena         | Partito Socialista Democratico Italiano | 5 730   | 5,09  |  |  |  |  |  |
|                                                                                | Aldo Gandolfo           | Partito Repubblicano Italiano           | 4 834   | 4,30  |  |  |  |  |  |
|                                                                                | Pier Angelo Gozzano     | Partito Radicale                        | 2 099   | 1,87  |  |  |  |  |  |
|                                                                                | Ludovico Geymonat       | Democrazia Proletaria                   | 1 090   | 0,97  |  |  |  |  |  |
|                                                                                | Giovanni Navone         | Lista per Trieste                       | 376     | 0,33  |  |  |  |  |  |
| Totale                                                                         | Totale                  | Totale                                  | 112 490 | 100   |  |  |  |  |  |
|                                                                                |                         |                                         |         |       |  |  |  |  |  |
| Voti non validi                                                                | Voti non validi         | Voti non validi                         | 10 555  | 8,58  |  |  |  |  |  |
| Votanti                                                                        | Votanti                 | Votanti                                 | 123 045 | 91,14 |  |  |  |  |  |
| Elettori                                                                       | Elettori                | Elettori                                | 135 007 |       |  |  |  |  |  |
|                                                                                |                         |                                         |         |       |  |  |  |  |  |
| Nota: quorum del 65% non raggiunto; ripartizione dei seggi a livello regionale |                         |                                         |         |       |  |  |  |  |  |
| Data: 26 giugno 1983                                                           |                         |                                         |         |       |  |  |  |  |  |
| Fonte: Ministero dell'interno                                                  |                         |                                         |         |       |  |  |  |  |  |

#### X legislatura
|                                                                                | Carlo Boggio ✔️ Eletto  | Democrazia Cristiana                    | 35 411  | 31,17 |  |  |  |  |  |
|                                                                                | Ennio Baiardi ✔️ Eletto | Partito Comunista Italiano              | 35 170  | 30,96 |  |  |  |  |  |
|                                                                                | P. Mandrino             | Partito Socialista Italiano             | 13 949  | 12,28 |  |  |  |  |  |
|                                                                                | S. Piccaglia            | Movimento Sociale Italiano              | 5 660   | 4,98  |  |  |  |  |  |
|                                                                                | G. Grosso               | Partito Socialista Democratico Italiano | 3 733   | 3,29  |  |  |  |  |  |
|                                                                                | G. Mortara              | Partito Liberale Italiano               | 3 585   | 3,16  |  |  |  |  |  |
|                                                                                | Jas Gawronski           | Partito Repubblicano Italiano           | 3 528   | 3,11  |  |  |  |  |  |
|                                                                                | A. Cisnetti             | Lista Verde                             | 3 124   | 2,75  |  |  |  |  |  |
|                                                                                | U. Manfredini           | Partito Radicale                        | 2 823   | 2,48  |  |  |  |  |  |
|                                                                                | P. Mongiano             | Piemont Autonomia Regionale             | 2 248   | 1,98  |  |  |  |  |  |
|                                                                                | G. Occhiena             | Piemont                                 | 1 714   | 1,51  |  |  |  |  |  |
|                                                                                | A. Menta                | Democrazia Proletaria                   | 1 271   | 1,12  |  |  |  |  |  |
|                                                                                | C. Sarasso              | Liga Veneta - Pensionati Uniti          | 867     | 0,76  |  |  |  |  |  |
|                                                                                | S. Casabassa            | Movimento di Liberazione Fiscale        | 391     | 0,34  |  |  |  |  |  |
|                                                                                | G. Cudebbu              | Alleanza Popolare Pensionati            | 139     | 0,12  |  |  |  |  |  |
| Totale                                                                         | Totale                  | Totale                                  | 113 613 | 100   |  |  |  |  |  |
|                                                                                |                         |                                         |         |       |  |  |  |  |  |
| Voti non validi                                                                | Voti non validi         | Voti non validi                         | 8 975   | 7,32  |  |  |  |  |  |
| Votanti                                                                        | Votanti                 | Votanti                                 | 122 588 | 91,15 |  |  |  |  |  |
| Elettori                                                                       | Elettori                | Elettori                                | 134 493 |       |  |  |  |  |  |
|                                                                                |                         |                                         |         |       |  |  |  |  |  |
| Nota: quorum del 65% non raggiunto; ripartizione dei seggi a livello regionale |                         |                                         |         |       |  |  |  |  |  |
| Data: 14 giugno 1987                                                           |                         |                                         |         |       |  |  |  |  |  |
| Fonte: Ministero dell'interno                                                  |                         |                                         |         |       |  |  |  |  |  |

#### XI legislatura
|                                                                                | Carlo Boggio              | Democrazia Cristiana                    | 25 440  | 22,17 |  |  |  |  |  |
|                                                                                | Giuseppe Bodo             | Lega Nord                               | 19 923  | 17,36 |  |  |  |  |  |
|                                                                                | Roberto Scheda ✔️ Eletto  | Partito Socialista Italiano             | 18 488  | 16,11 |  |  |  |  |  |
|                                                                                | Guido Nobilucci           | Partito Democratico della Sinistra      | 15 548  | 13,55 |  |  |  |  |  |
|                                                                                | Franco Giancristofaro     | Partito della Rifondazione Comunista    | 9 578   | 8,35  |  |  |  |  |  |
|                                                                                | Bruno Aquilini            | Movimento Sociale Italiano              | 5 293   | 4,61  |  |  |  |  |  |
|                                                                                | Marco Levi                | Partito Repubblicano Italiano           | 3 608   | 3,14  |  |  |  |  |  |
|                                                                                | Carlo Patrucco            | Partito Liberale Italiano               | 3 529   | 3,08  |  |  |  |  |  |
|                                                                                | Giorgio Seri              | Lega Alpina Piemont                     | 3 372   | 2,94  |  |  |  |  |  |
|                                                                                | Andrea Cisnetti           | Federazione dei Verdi                   | 2 921   | 2,55  |  |  |  |  |  |
|                                                                                | Carlo Maffeo              | Partito Pensionati                      | 1 630   | 1,42  |  |  |  |  |  |
|                                                                                | Giuseppe Marino           | Partito Socialista Democratico Italiano | 1 626   | 1,42  |  |  |  |  |  |
|                                                                                | Antonio Colosimo          | La Lega Casalinghe-Pensionati           | 1 579   | 1,38  |  |  |  |  |  |
|                                                                                | Giovanni Antonio Sartorio | Sì Referendum                           | 1 105   | 0,96  |  |  |  |  |  |
|                                                                                | Pietro Giuseppe Valero    | Verdi Verdi                             | 911     | 0,79  |  |  |  |  |  |
|                                                                                | Giovanni Maria Vattiata   | Federalismo - Pensionati Uomini Vivi    | 207     | 0,18  |  |  |  |  |  |
| Totale                                                                         | Totale                    | Totale                                  | 114 758 | 100   |  |  |  |  |  |
|                                                                                |                           |                                         |         |       |  |  |  |  |  |
| Voti non validi                                                                | Voti non validi           | Voti non validi                         | 8 858   | 7,17  |  |  |  |  |  |
| Votanti                                                                        | Votanti                   | Votanti                                 | 123 616 | 90,49 |  |  |  |  |  |
| Elettori                                                                       | Elettori                  | Elettori                                | 136 603 |       |  |  |  |  |  |
|                                                                                |                           |                                         |         |       |  |  |  |  |  |
| Nota: quorum del 65% non raggiunto; ripartizione dei seggi a livello regionale |                           |                                         |         |       |  |  |  |  |  |
| Data: 5 aprile 1992                                                            |                           |                                         |         |       |  |  |  |  |  |
| Fonte: Ministero dell'interno                                                  |                           |                                         |         |       |  |  |  |  |  |

## 1993-2005

### Territorio
Il collegio di Vercelli era uno dei 17 collegi uninominali in cui era suddiviso il Piemonte; come previsto dal D.Lgs. del 20 dicembre 1993 n. 535, e comprendeva i seguenti comuni della Provincia di Vercelli e della provincia di Alessandria: Albano Vercellese, Alfiano Natta, Alice Castello, Altavilla Monferrato,
Arborio, Asigliano Vercellese, Balocco, Balzola, Bassignana, Bergamasco, Bianzè, Borgo d'Ale, Borgo San Martino, Borgo Vercelli, Bozzole, Camagna Monferrato, Camino, Carentino, Caresana, Caresanablot, Carisio, Casale Monferrato, Casanova Elvo, Castelletto Merli, Castelletto Monferrato, Cella Monte, Cereseto, Cerrina Monferrato, Cigliano, Collobiano, Coniolo, Conzano, Costanzana, Crescentino, Crova, Cuccaro Monferrato, Desana, Felizzano, Fontanetto Po, Formigliana, Frassinello Monferrato, Frassineto Po, Fubine, Gabiano, Giarole, Greggio, Lamporo, Lignana, Livorno Ferraris, Lu, Masio, Mirabello Monferrato, Mombello Monferrato, Moncestino, Moncrivello, Morano sul Po, Motta de' Conti, Murisengo, Occimiano, Odalengo Grande, Odalengo Piccolo, Olcenengo, Oldenico, Olivola, Ottiglio, Oviglio, Ozzano Monferrato, Palazzolo Vercellese, Pecetto di Valenza, Pertengo, Pezzana, Pomaro Monferrato, Pontestura, Ponzano Monferrato, Prarolo, Quargnento, Quattordio, Quinto Vercellese, Rivarone,
Rive, Ronsecco, Rosignano Monferrato, Sala Monferrato, Salasco, Sali Vercellese, Saluggia, San Germano Vercellese, San Giorgio Monferrato, San Salvatore Monferrato, Santhià, Serralunga di Crea, Solero, Solonghello, Stroppiana, Terruggia, Ticineto, Treville, Tricerro, Trino, Tronzano Vercellese, Valenza, Valmacca, Vercelli, Vignale Monferrato, Villadeati, Villamiroglio, Villanova Monferrato, Villarboit e Villata

### Eletti
| Elezione | Elezione | Senatore                   | Partito                   |
| -------- | -------- | -------------------------- | ------------------------- |
|          | 1994     | Gilberto Cormegna          | Polo delle Libertà (LN)   |
|          | 1996     | Ombretta Fumagalli Carulli | Polo per le Libertà (CCD) |
|          | 2001     | Lorenzo Piccioni           | Casa delle Libertà (FI)   |

### Dati elettorali

#### XII legislatura
|                               | Gilberto Cormegna ✔️ Eletto | Polo delle Libertà | 67 281  | 41,76 |  |  |  |  |  |
|                               | Giovanni Calvi              | Progressisti       | 42 190  | 26,19 |  |  |  |  |  |
|                               | Roberto Scheda              | Patto per l'Italia | 21 931  | 13,61 |  |  |  |  |  |
|                               | Bruno Aquilini              | Alleanza Nazionale | 14 510  | 9,01  |  |  |  |  |  |
|                               | Giuseppe La Maestra         | Lista Pannella     | 6 156   | 3,82  |  |  |  |  |  |
|                               | Giuseppe Landini            | Partito Pensionati | 4 870   | 3,02  |  |  |  |  |  |
|                               | Maria Cunegonda Zaffino     | Verdi Verdi        | 3 464   | 2,15  |  |  |  |  |  |
|                               | Giorgio Baggio              | Rinnovamento       | 720     | 0,45  |  |  |  |  |  |
| Totale                        | Totale                      | Totale             | 161 122 | 100   |  |  |  |  |  |
|                               |                             |                    |         |       |  |  |  |  |  |
| Voti non validi               | Voti non validi             | Voti non validi    | 12 768  | 7,34  |  |  |  |  |  |
| Votanti                       | Votanti                     | Votanti            | 173 890 | 89,43 |  |  |  |  |  |
| Elettori                      | Elettori                    | Elettori           | 194 451 |       |  |  |  |  |  |
|                               |                             |                    |         |       |  |  |  |  |  |
| Data: 27-28 marzo 1994        |                             |                    |         |       |  |  |  |  |  |
| Fonte: Ministero dell'interno |                             |                    |         |       |  |  |  |  |  |

#### XIII legislatura
|                               | Ombretta Fumagalli Carulli ✔️ Eletta | Polo per le Libertà     | 60 270  | 38,47 |  |  |  |  |  |
|                               | Gianfranco Astori                    | L'Ulivo                 | 57 635  | 36,79 |  |  |  |  |  |
|                               | Paolo Soban                          | Lega Nord               | 27 508  | 17,56 |  |  |  |  |  |
|                               | Maria Antonietta Guglielmone         | Partito Pensionati      | 4 093   | 2,61  |  |  |  |  |  |
|                               | Giuliana Zaffino                     | Verdi Verdi             | 2 991   | 1,91  |  |  |  |  |  |
|                               | Nicola Zaffino                       | Mani Pulite             | 1 719   | 1,10  |  |  |  |  |  |
|                               | Sergio Brizio                        | Partito Socialista      | 1 367   | 0,87  |  |  |  |  |  |
|                               | Carlo Giovine                        | Piemonte Nazione Europa | 1 074   | 0,69  |  |  |  |  |  |
| Totale                        | Totale                               | Totale                  | 156 657 | 100   |  |  |  |  |  |
|                               |                                      |                         |         |       |  |  |  |  |  |
| Voti non validi               | Voti non validi                      | Voti non validi         | 12 218  | 7,23  |  |  |  |  |  |
| Votanti                       | Votanti                              | Votanti                 | 168 875 | 86,74 |  |  |  |  |  |
| Elettori                      | Elettori                             | Elettori                | 194 682 |       |  |  |  |  |  |
|                               |                                      |                         |         |       |  |  |  |  |  |
| Data: 21 aprile 1996          |                                      |                         |         |       |  |  |  |  |  |
| Fonte: Ministero dell'interno |                                      |                         |         |       |  |  |  |  |  |

#### XIV legislatura
|                               | Lorenzo Piccioni ✔️ Eletto | Casa delle Libertà                   | 72 692  | 46,83 |  |  |  |  |  |
|                               | Riccardo Coppo             | L'Ulivo                              | 56 045  | 36,10 |  |  |  |  |  |
|                               | Giuseppe Marenda           | Partito della Rifondazione Comunista | 8 507   | 5,48  |  |  |  |  |  |
|                               | Salvatore Sellaro          | Lista Di Pietro                      | 3 937   | 2,54  |  |  |  |  |  |
|                               | Elio Cielo                 | Lista Pannella-Bonino                | 3 788   | 2,44  |  |  |  |  |  |
|                               | Angelo Bresciani           | Democrazia Europea                   | 3 212   | 2,07  |  |  |  |  |  |
|                               | Amelio Crivelli            | Va' Pensiero Padania                 | 2 931   | 1,89  |  |  |  |  |  |
|                               | Lodovico Ellena            | Fiamma Tricolore                     | 2 650   | 1,71  |  |  |  |  |  |
|                               | Albina Laudano             | Verdi Verdi                          | 1 478   | 0,95  |  |  |  |  |  |
| Totale                        | Totale                     | Totale                               | 155 240 | 100   |  |  |  |  |  |
|                               |                            |                                      |         |       |  |  |  |  |  |
| Voti non validi               | Voti non validi            | Voti non validi                      | 10 322  | 6,23  |  |  |  |  |  |
| Votanti                       | Votanti                    | Votanti                              | 165 562 | 84,92 |  |  |  |  |  |
| Elettori                      | Elettori                   | Elettori                             | 194 956 |       |  |  |  |  |  |
|                               |                            |                                      |         |       |  |  |  |  |  |
| Data: 13 maggio 2001          |                            |                                      |         |       |  |  |  |  |  |
| Fonte: Ministero dell'interno |                            |                                      |         |       |  |  |  |  |  |